# Кожанов, Пётр Павлович
Пётр Па́влович Кожа́нов (1917—1943) — советский лётчик-ас истребительной авиации ВВС ВМФ в годы Великой Отечественной войны, Герой Советского Союза (23.10.1942). Гвардии капитан (16.07.1942).

## Биография
Родился 8 сентября 1917 года в селе Клиновец Белгородского уезда Курской губернии. В 1934 году окончил школу-семилетку в селе Фощеватое Корочанского района и переехал в Москву, где работал каменщиком. В 1937 году окончил Корочанское педагогическое училище (заочно).
В августе 1937 года призван на службу в Рабоче-крестьянскую Красную Армию. В 1938 году окончил 9-ю военную школу лётчиков и лётчиков-наблюдателей Харьковского военного округа, в 1940 году — Чугуевское военное авиационное училище лётчиков. Лейтенант Кожанов был направлен на службу в 154-й истребительный авиационный полк ВВС Ленинградского военного округа на должность младшего лётчика, но в полку как отличный лётчик уже в мае 1941 года повышен в должности до командира звена.
С первого дня Великой Отечественной войны участвовал в боях. Участвовал в боях под Ленинградом на Северном фронте.
В июле 1941 года был ранен и попал в госпиталь, а после выздоровления в августе 1941 года направлен для дальнейшего прохождения службы в Военно-морской флот СССР. Был зачислен пилотом в 13-й истребительный авиаполк 61-й истребительной авиабригады ВВС Балтийского флота, где вскоре также стал командиром звена. В апреле 1942 года назначен военкомом эскадрильи. Воевал на истребителе И-16.
18 января 1942 года Приказом Наркома ВМФ № 10 за проявленную отвагу в воздушных боях с немецко-фашистскими захватчиками, за стойкость, мужество, дисциплину и организованность, за героизм личного состава 13 иап ВВС КБФ получил гвардейское звание и был переименован в 4-й гвардейский истребительный авиационный полк ВВС Краснознамённого Балтийского флота.
К июню 1942 года военный комиссар эскадрильи 4-го гвардейского истребительного авиаполка 1-й гвардейской истребительной авиадивизии ВВС Балтийского флота старший лейтенант Пётр Кожанов совершил 386 боевых вылетов (в том числе 50 на штурмовку наземных целей и 9 на разведку), принял участие в 59 воздушных боях, сбив 5 вражеских самолётов лично и ещё 3 — в составе группы.
Указом Президиума Верховного Совета СССР от 23 октября 1942 года за «образцовое выполнение боевых заданий Командования на фронте борьбы с немецкими захватчиками и проявленные при этом отвагу и геройство» старший лейтенант Пётр Павлович Кожанов был удостоен звания Героя Советского Союза с вручением ордена Ленина и медали «Золотая Звезда» за номером 721.
После присвоения звания Героя продолжал столь же отважно сражаться в этом же полку. В начале 1943 года освоил истребитель Ла-5, а в марте стал командиром эскадрильи. 
22 апреля 1943 года под Сортавалой, когда пара истребителей, один из которых пилотировал Кожанов, подверглась атаке четырёх немецких самолётов, ведомый Кожанова проявил трусость, выйдя из боя. Оставшись один, в неравном бою Кожанов погиб. Похоронен в посёлке Лебяжье Ломоносовского района Ленинградской области.
К моменту гибели совершил более 500 боевых вылетов, провёл около 70 воздушных боёв, сбил 9 немецких самолётов лично и 4 в группе. 
Награждён орденом Ленина (23.10.1942), орденом Красной Звезды (2.05.1942).

## Память
- Бюст П. П. Кожанова установлен в Парке памяти и славы в городе Короча (Белгородская область).
- В селе Клиновец имя П. Кожанова носят школа и улица.
- На Мемориале лётчикам-балтийцам в селе Борки Ломоносовского района Ленинградской области высечено имя Героя.
- О П. П. Кожанове его командир и боевой друг В. Ф. Голубев написал книгу «Впереди комиссар».